# 스타벅섬

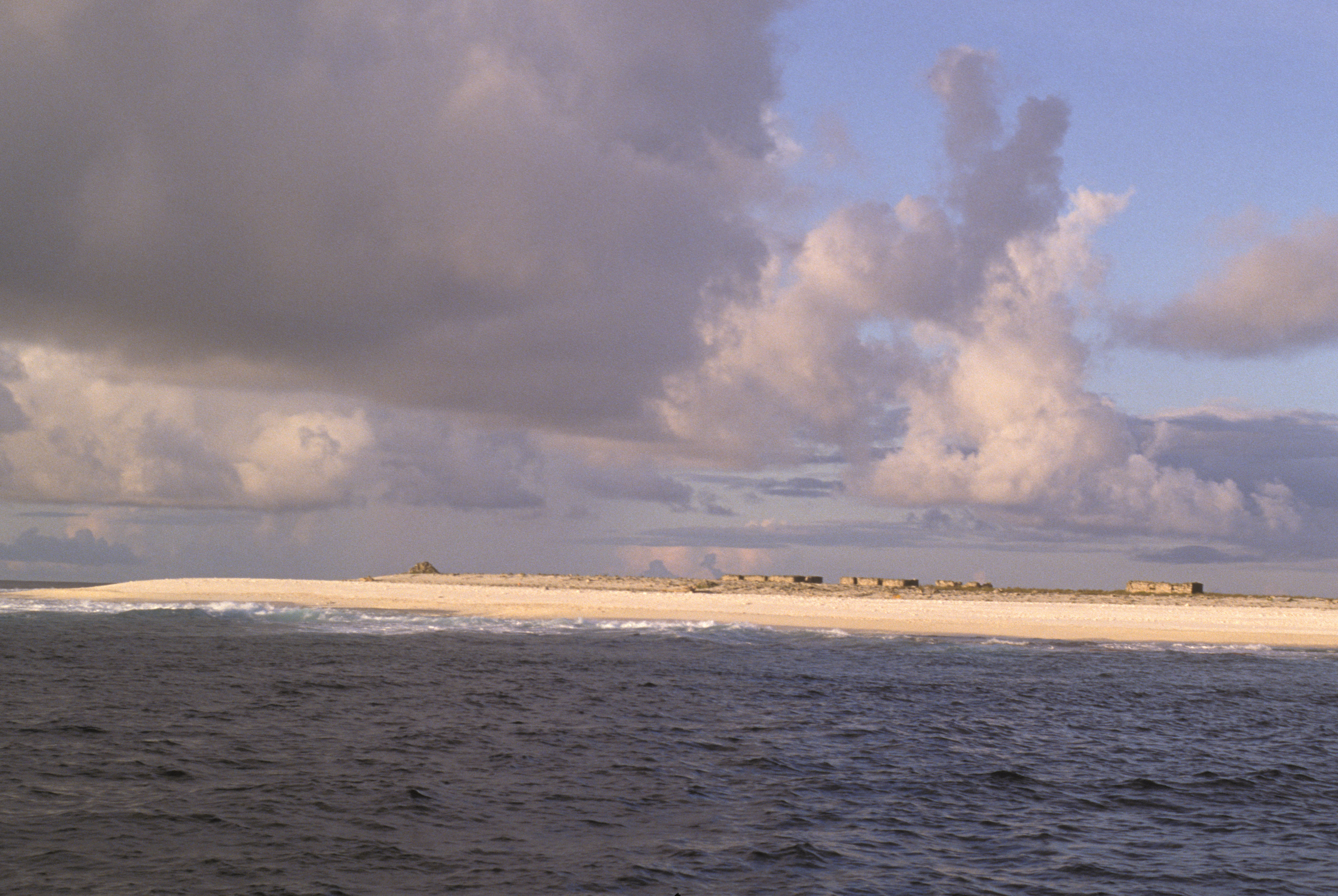
스타벅섬

스타벅섬(Starbuck Island)은 태평양 중서부에 위치한 키리바시의 환초로, 라인 제도에 속한다.

## 갤러리

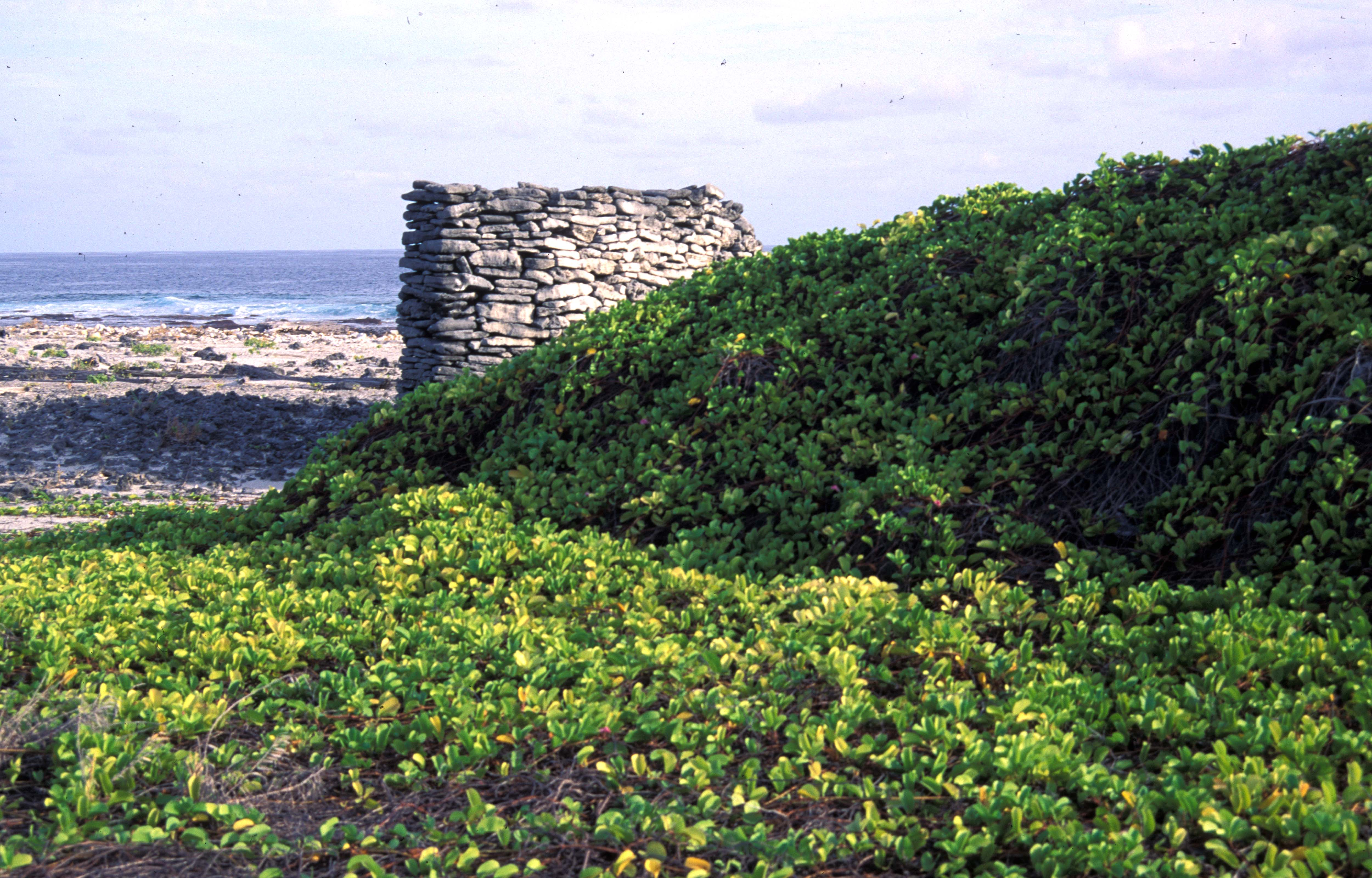
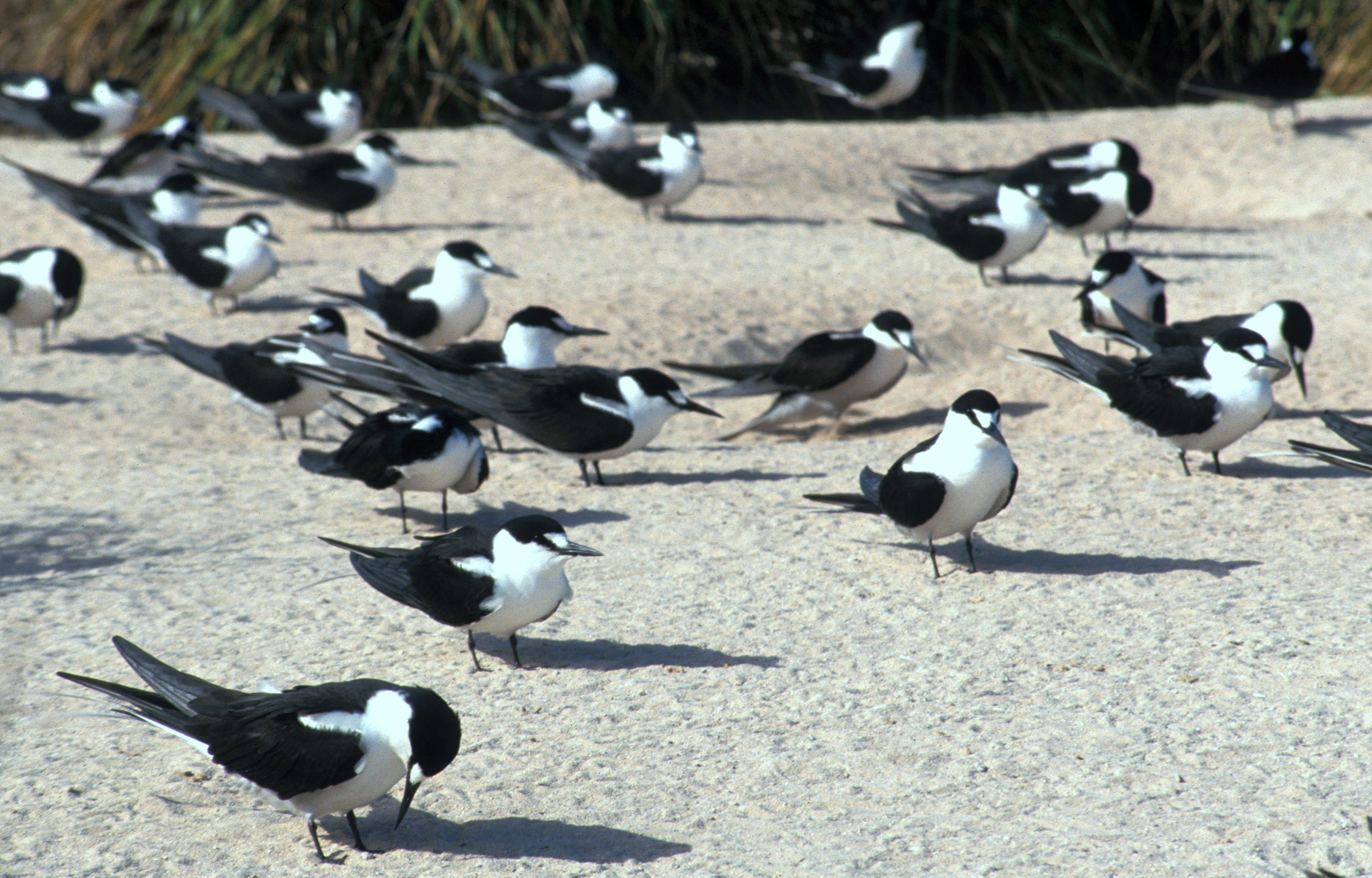
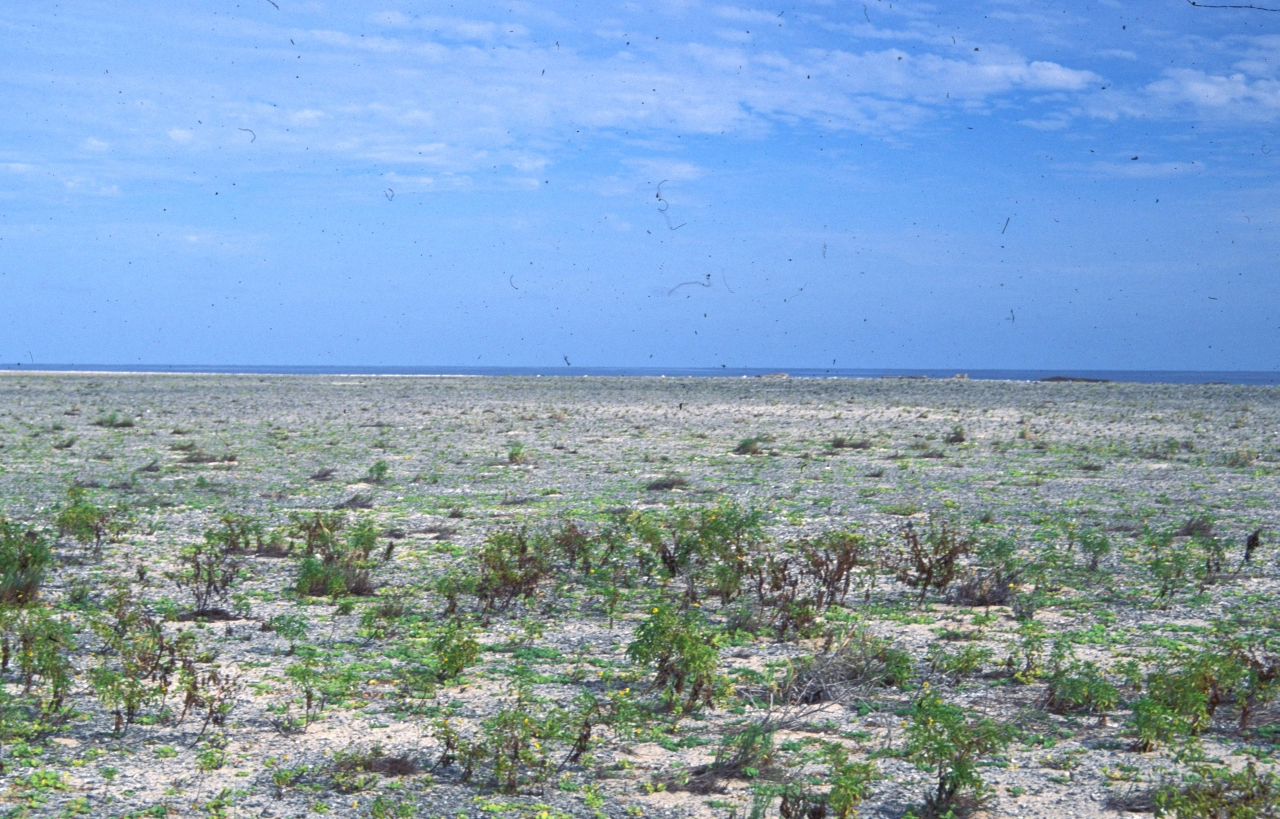
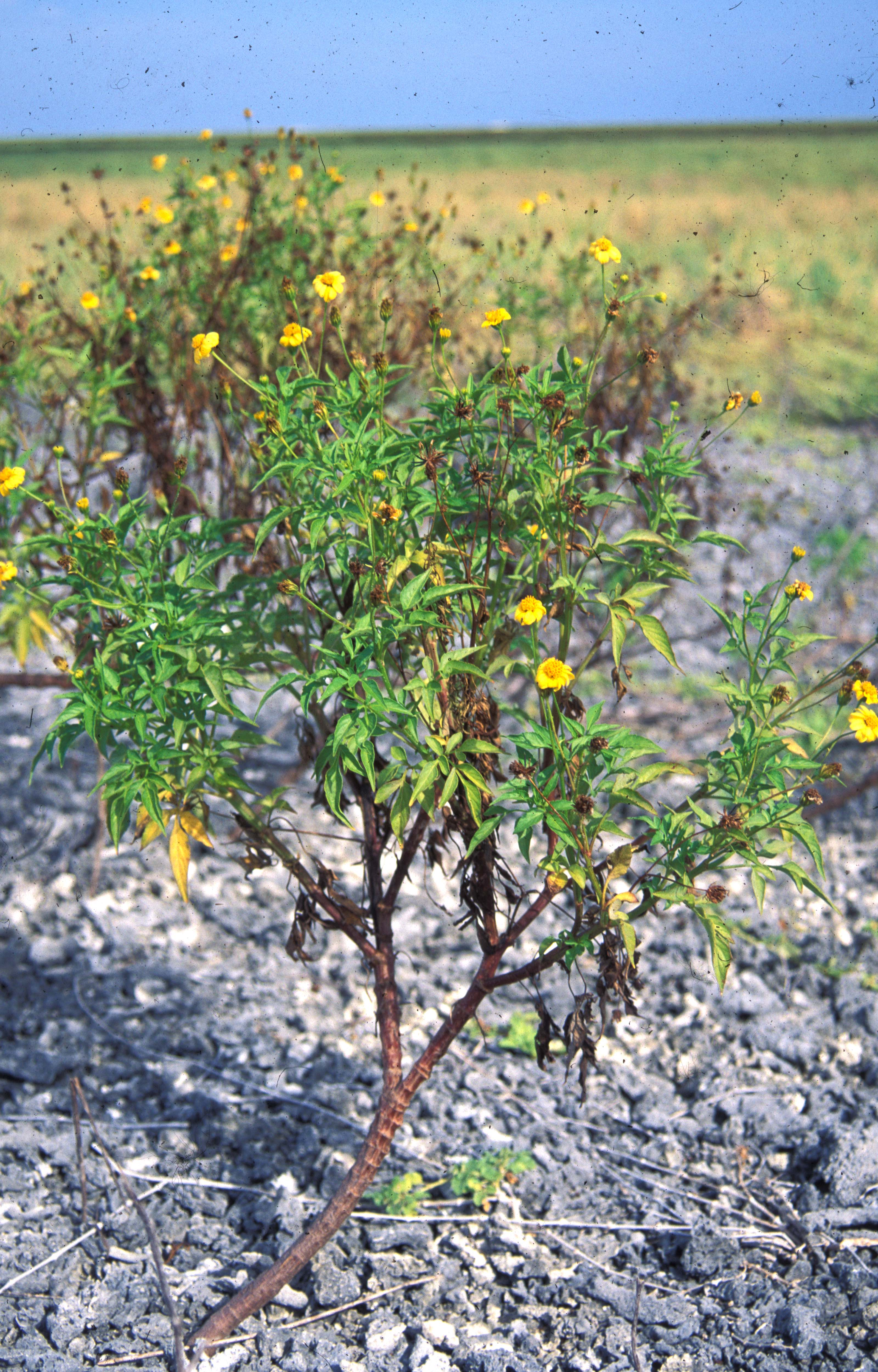